# Yukihiro Matsumoto
Yukihiro Matsumoto, también conocido como Matz ( 14 de abril de 1965) es un informático y programador de software libre, principalmente conocido por ser el principal diseñador del lenguaje de programación Ruby.

## Biografía
Matsumoto nació en Prefectura de Tottori, en Honshu occidental. 
Según una entrevista realizada por Japan Inc.fue un programador autodidacta hasta el final de la secundaria. Se graduó en ciencias de la computación en la universidad de Tsukuba, donde ingresó al departamento de investigación sobre lenguajes de programación y compiladores. 
En el 2006, Matsumoto era el jefe del departamento de investigación y desarrollo en el Network Applied Communication Laboratory, una compañía de integración de sistemas de código abierto en la Prefectura de Shimane.
Está casado, tiene 4 hijos, y durante algunos años fue misionero Mormón.